# Petit Le Mans

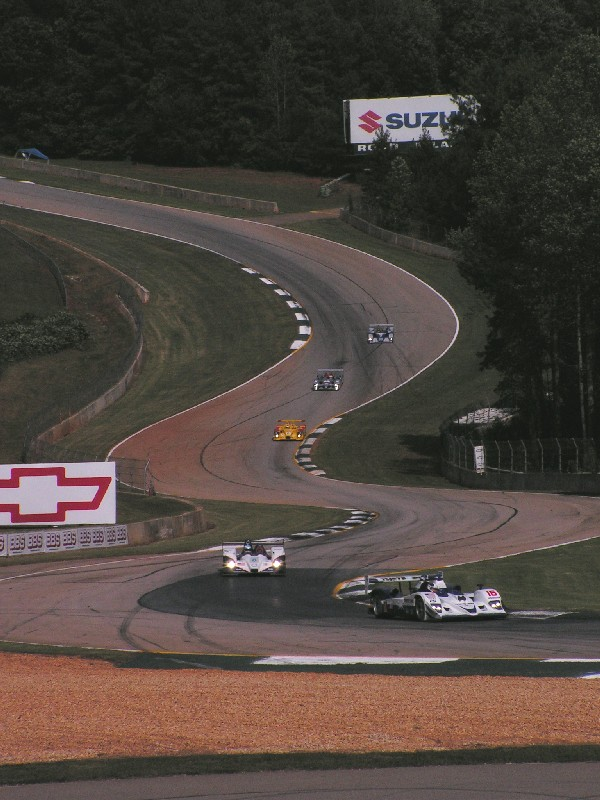
Una fase di gara della Petit Le Mans 2006

La Petit Le Mans (dal francese piccola Le Mans) è una competizione automobilistica di durata per vetture sport prototipo e Gran Turismo che si disputa annualmente sul circuito di Road Atlanta situato a Braselton nello stato della Georgia, USA.

## Storia
La prima edizione risale al 1998 come gara valevole per il campionato IMSA sportprototipi, ma dal 1999 è divenuta una delle prove più importanti ed interessanti del campionato American Le Mans Series. Per quanto riguarda il regolamento tecnico delle vetture, nella Petit Le Mans si utilizzano le medesime norme emanate dall'Automobile Club de l'Ouest e valide per la 24 Ore di Le Mans, talvolta però vengono leggermente modificati alcuni parametri (come peso, potenza o superfici alari) con il fine di migliorare la competitività fra vetture, o per garantire un maggior numero di partecipanti.
La corsa dura un massimo di 1.000 miglia (1.600 chilometri) che equivalgono a circa 394 giri del circuito, o un massimo di 10 ore (2014-), a seconda del termine che viene raggiunto prima; nella relativa storia nessuna tra le vetture vincitrici è mai riuscita a completare 1.000 miglia. Oltre a contendersi la vittoria assoluta, le squadre composte da 2 o 3 piloti per vettura competono anche per le vittorie di classe, che sono due nei Le Mans Prototype e due nelle automobili GT. I vincitori di ogni classe di questo evento ricevono un invito automatico per la 24 Ore di le Mans dell'anno successivo.
La corsa è stata fondata da Don Panoz, il proprietario del gruppo Panoz, a cui fa capo anche la serie ALMS, il circuito di Road Atlanta, il circuito di Sebring e la stessa federazione IMSA.
Rinaldo Capello detiene il primato del maggior numero di vittorie della corsa, ha infatti vinto nel 2000, 2002, 2006, 2007 e 2008.

## Albo d'oro
| Anno | Equipaggio vincitore                                | Squadra                   | Vettura               | Categoria                                            |
| ---- | --------------------------------------------------- | ------------------------- | --------------------- | ---------------------------------------------------- |
| 1998 | Eric van de Poele Wayne Taylor Emmanuel Collard     | Doyle-Risi Competizione   | Ferrari 333 SP        | Professional SportsCar Racing Championship           |
| 1999 | David Brabham Éric Bernard Andy Wallace             | Panoz Motor Sports        | Panoz Spyder-Ford     | American Le Mans Series                              |
| 2000 | Allan McNish Rinaldo Capello Michele Alboreto       | Audi Sport North America  | Audi R8               | American Le Mans Series                              |
| 2001 | Frank Biela Emanuele Pirro                          | Audi Sport North America  | Audi R8               | American Le Mans Series European Le Mans Series      |
| 2002 | Tom Kristensen Rinaldo Capello                      | Audi Sport North America  | Audi R8               | American Le Mans Series                              |
| 2003 | JJ Lehto Johnny Herbert                             | Champion Racing           | Audi R8               | American Le Mans Series                              |
| 2004 | Marco Werner JJ Lehto                               | Champion Racing           | Audi R8               | American Le Mans Series                              |
| 2005 | Frank Biela Emanuele Pirro                          | Champion Racing           | Audi R8               | American Le Mans Series                              |
| 2006 | Rinaldo Capello Allan McNish                        | Audi Sport North America  | Audi R10 TDI          | American Le Mans Series                              |
| 2007 | Allan McNish Rinaldo Capello                        | Audi Sport North America  | Audi R10 TDI          | American Le Mans Series                              |
| 2008 | Allan McNish Rinaldo Capello Emanuele Pirro         | Champion Racing           | Audi R10 TDI          | American Le Mans Series                              |
| 2009 | Franck Montagny Stéphane Sarrazin                   | Team Peugeot Total        | Peugeot 908 HDi FAP   | American Le Mans Series                              |
| 2010 | Franck Montagny Stéphane Sarrazin Pedro Lamy        | Team Peugeot Total        | Peugeot 908 HDi FAP   | American Le Mans Series Intercontinental Le Mans Cup |
| 2011 | Franck Montagny Stéphane Sarrazin Alexander Wurz    | Team Peugeot Total        | Peugeot 908           | American Le Mans Series Intercontinental Le Mans Cup |
| 2012 | Nicolas Prost Neel Jani Andrea Belicchi             | Rebellion Racing          | Lola B12/60-Toyota    | American Le Mans Series Intercontinental Le Mans Cup |
| 2013 | Neel Jani Nicolas Prost Nick Heidfeld               | Rebellion Racing          | Lola B12/60-Toyota    | American Le Mans Series                              |
| 2014 | Jordan Taylor Ricky Taylor Max Angelelli            | Wayne Taylor Racing       | Chevrolet Corvette DP | United SportsCar Championship                        |
| 2015 | Nick Tandy Patrick Pilet Richard Lietz              | Porsche North America     | Porsche 911 RSR       | United SportsCar Championship                        |
| 2016 | John Pew Oswaldo Negri Jr. Olivier Pla              | Michael Shank Racing      | Ligier JS P2-Honda    | Campionato IMSA WeatherTech SportsCar                |
| 2017 | Ryan Dalziel Brendon Hartley Scott Sharp            | Tequila Patron ESM        | Nissan Onroak DPi     | Campionato IMSA WeatherTech SportsCar                |
| 2018 | Ryan Hunter-Reay Jordan Taylor Renger van der Zande | Wayne Taylor Racing       | Cadillac DPi-V.R      | Campionato IMSA WeatherTech SportsCar                |
| 2019 | Felipe Nasr Pipo Derani Eric Curran                 | Whelen Engineering Racing | Cadillac DPi-V.R      | Campionato IMSA WeatherTech SportsCar                |
| 2020 | Ryan Briscoe Scott Dixon Renger van der Zande       | Konica Minolta Cadillac   | Cadillac DPi-V.R      | Campionato IMSA WeatherTech SportsCar                |
| 2021 | Jonathan Bomarito Oliver Jarvis Harry Tincknell     | Mazda Motorsports         | Mazda RT24-P          | Campionato IMSA WeatherTech SportsCar                |
| 2022 | Tom Blomqvist Hélio Castroneves Oliver Jarvis       | Meyer Shank Racing        | Acura ARX-05          | Campionato IMSA WeatherTech SportsCar                |
| 2023 | Tom Blomqvist Hélio Castroneves Oliver Jarvis       | Meyer Shank Racing        | Acura ARX-06          | Campionato IMSA WeatherTech SportsCar                |